# Liste von Opernhäusern
Die Liste von Opernhäusern gibt eine Übersicht namhafter Opernhäuser und Opernkompagnien in Afrika, Asien Australien, Europa sowie Süd- und Nordamerika. Gelistet werden pro Land Name, Ort und Details, ergänzt um die offiziellen Websites und – sofern verfügbar – Bilder der Opernhäuser und -kompagnien. Auch nicht mehr existierende Opernhäuser und -kompagnien werden mit entsprechender Kennzeichnung aufgeführt. 

## Opernhäuser
- Liste von Opernhäusern/Afrika
- Liste von Opernhäusern/Asien
- Liste von Opernhäusern/Europa
- Liste von Opernhäusern/Nord- und Mittelamerika
- Liste von Opernhäusern/Australien und Ozeanien
- Liste von Opernhäusern/Südamerika